# Летище Кайнарджа
Летище Кайнарджа (на английски: Kaynardzha Airport) е малко частно летище в България. Намира се в землището на село Кайнарджа на 26 km югоизточно от град Силистра.